# Victory (glasbena skupina)
Victory je slovenska pop skupina.
Bend je začel delovati leta 1987 pod imenom Šarm (ta je nastal iz predhodne skupine Diamant), pozneje pa so se (zaradi velika števila nastopov v tujini) preimenovali v Victory. Svoj prvi album Victory so izdali leta 1993. Njihov prvi festivalski nastop je bil leta 1994 na Melodijah morja in sonca (Poletne mačke), na katerih so 4 leta pozneje prejeli nagrado občinstva za skladbo Hočeš me ali nočeš me. Istega leta so bili na Veseli jeseni nagrajeni s 1. nagrado organizatorja festivala za Heleno. Večkrat so sodelovali tudi na Emi in Hit festivalu.
Leta 2000 so ustanovili razširjeno zasedbo Victory Gala orcestra (z Matejem Guzljem, Tjašo Perigoj, Samirjem Bitičem in Boštjanom Vajsom).
Trenutni člani benda so: Robert Dragar - Robi (vokal, bas kitara), Miran Vlahović - Miki (vokal, kitara), Boštjan Zupančič (vokal, klaviature) Boštjan Vajs (vokal, bobni) in Tomo Primc (harmonika). 

## Nastopi na glasbenih festivalih

### Melodije morja in sonca
- 1994: Poletne mačke
- 1995: Me –
- 1997: Ne briga me (Martin Štibernik/Miša Čermak)
- 1998: Hočeš me ali nočeš me (Štibernik/Karmen Stavec) — nagrada občinstva
- 2014: Skupaj s teboj (Raay/Erika Mager-Tina Piš) — 11. mesto

### EMA
- 1998: Zapri oči (Martin Štibernik - Karmen Stavec - Martin Štibernik) - 4. mesto (4.221 telefonskih glasov)
- 1999: Le povejte ji (Martin Štibernik - Karmen Stavec - Martin Štibernik) - 7. mesto (18 točk)
- 2004: Kako naj vem (Martin Štibernik - Karmen Stavec - Martin Štibernik)
- 2005: Daleč od oči (Martin Štibernik - Drago Mislej - Martin Štibernik) - 14. mesto (724 telefonskih glasov)

### Vesela jesen
- 1998: Helena — 1. nagrada organizatorja festivala

### Hit festival
- 2000: Ona je kot sladka kava (Matjaž & Urša Vlašič)
- 2003: Party boys (Andrej Šifrer/Štibernik)
- 2004: Kako naj čas ustavim (Štibernik/Bela Somi)

## Diskografija
Albumi
- Victory (1993/94)
- Ukal bi (1995)
- Zapri oči (1997/98)
- Hočeš me (1999)
- Metulj (2003)

Nefestivalski singli
- Zelena dežela (M. Vlahovič/B. S. Kralj)
- Tekila iz tvojega popka
- A ti
- Ne joči se
- Kako naj čas ustavim
- Nisem vreden te
- Ljubezen niso metri
- 2009: Mi mamo se fajn
- 2010: Upaj si
- 2011: Dan brez tebe
- 2012: Živeti spet
- 2013: Zaljubljena
- 2019: Še vedno sva ista